# Илија Ивић
Илија Ивић (Зрењанин, 17. фебруар 1971) бивши је српски и југословенски фудбалер. Играо је на позицији нападача. Његов брат Владимир је такође био фудбалер.

## Играчка каријера
Фудбалску каријеру почиње у зрењанинском Пролетеру где је од 1988. до 1991. године у првој лиги Југославије одиграо 92 утакмице и постигао 26 голова. Из Пролетера 1991. године прелази у Црвену звезду где је провео наредне три сезоне. Са београдским “црвено-белима” има освојену титулу првака и национални Куп. Такође је био члан тима 1991. године када је клуб са “Маракане” освојио Интерконтинентални куп и постао првак света у Токију.
Након Звезде каријеру наставља у грчком Олимпијакосу где проводи наредних пет сезона и пружа запажене партије. Са клубом из Пиреја је три пута био првак Грчке и једном победник Купа. Следи играње у италијанском Торину где на 19 утакмица није постигао гол након чега се вратио у Грчку и заиграо за солунски Арис. Каријеру је завршио у екипи АЕК-а из Атине са којим је освојио Куп Грчке 2002. године.
За репрезентацију СР Југославије је наступио на једном сусрету: 2. септембра 1998. против Швајцарске (1:1) у Нишу.

## Након фудбала
После играчке каријере, успешно је радио као технички директор у АЕК-у и Олимпијакосу. За време његовог мандата, екипа атинског АЕК-а је два пута била вицешампион Грчке и остварила пласман у лигашки део Лиге шампиона, а по његовом преласку у Олимпијакос истоимена екипа је освојила дуплу круну и по први пут у историји грчког фудбала успела да прође лигашки део у најзначајнијем европском клупском такмичењу – Лиги шампиона.
Од септембра 2008. до јула 2009. био спортски директор фудбалског клуба Црвена звезда.

## Трофеји

### Црвена звезда
- Интерконтинентални куп (1) : 1991.
- Првенство Југославије (1) : 1991/92.
- Куп Југославије (1) : 1992/93.

### Олимпијакос
- Првенство Грчке (3) : 1996/97, 1997/98, 1998/99.
- Куп Грчке (1) : 1998/99.

### АЕК Атина
- Куп Грчке (1) : 2001/02.